# Копривщенско благотворително дружество „20 април 1876 г.“
Копривщенското благотворително дружество „20 априлъ 1876 г.“ е учредител на благотворителен фонд за написване и отпечатване на пространна история на град Копривщица.
На 26 май 1929 година Общото годишно събрание на членовете на фонда, като управляващ дейността му взима решение за целите, на неговото функциониране, изразени по следния начин: „само за разноски по написването и напечатването на едно научно, изчерпателно и напълно завършено съчинение по миналото, настоящето и бъдещето на Копривщица във всяко отношение“. Тук се визира написването и популяризирането на отделни материали, монографии и сборници за „материалното и духовното напредване на копривщенци и Копривщица и възстановяване на нейното минало“.
Благотворително дружество „20 април 1876 г.“ се управлява от пет членен комитет, съставен и избран в град София по време на Общо събрание. В него задължително влизат хора родом от Копривщица или копривщенски зетьове. Има определено изискване поне трима от тях да са преподаватели в Софийския университет или да са членове на Българската академия на науките, а другите двама да имат придобито висше образование.
Тегленето на парични средства от фонда става след предварително съгласие на членовете на настоятелството на благотворителното дружество в София и срещу подписите на целия фондови комитет. Всяка година определеният проверителен съвет на дружеството прави обстоен преглед и докладва пред Общото събрание финансовото състояние на фонда.
С оглед на целите и задачите, и в съответствие с правилника, във фондовия комитет влизат видни учени и просветни дейци от Копривщица – проф. Гавраил Кацаров, Иван Пеев-Плачков, проф. д-р архимандрит Евтимий Сапунджиев, Лука Доросиев (до 20 октомври 1932 г., когато почива) и Владимир Тодоров-Хиндалов.
Копривщенско благотворително дружество „20 априлъ 1876 г.“ на 30 декември 1935 г. е регистрирано в Софийският окръжен съд като юридическо лице, а на 26 август 1938 г. Министерството на Вътрешните работи и Народното здраве утвърждава устава му. Съществува до 31 януари 1953 г., когато с решение на Софийския народен съд е прекратено.

## Издания
- Сапунджиев, Евтимий. Юбилеенъ сборникъ по миналото на Копривщица (20 априлъ 1876 г. – 20 априлъ 1926 г.).   София, 20 априлъ 1876, 1926. с. Т. I.
- Сапунджиев, Евтимий. Юбилеенъ сборникъ по миналото на Копривщица, книга-фотоалбумъ.   София, 20 априлъ 1876, 1926.
- Сапунджиев, Евтимий. Юбилеенъ сборникъ по миналото на Копривщица (1837 г. – 1937 г.).   София, 20 априлъ 1876, 1937. с. Т. II.
- Пулеков, Борис Лулчев. Туристико-исторически водачъ за градъ Копривщица и околностите му съ 101 илюстрации.   София, Копривщенско благотворително д-во „20 Априлъ 1876 г.“, 1939. с. 114.